# Friedrich Gideon Wölcky
Friedrich Gideon Wölcky (ur. 1735, zm. 1803) – pruski generał-lejtnant, jeden z dowódców wojsk pruskich stacjonujących w Polsce w czasie powstania kościuszkowskiego.